# Trkańe
Trkańe (maced. Тркање) – wieś w północno-wschodniej Macedonii Północnej, w gminie Koczani.